# Francesco Malipiero (compositore)
Francesco Malipiero (Rovigo, 9 gennaio 1824 – Venezia, 12 maggio 1887) è stato un compositore italiano.

## Biografia
Compositore veneto molto stimato da Gioachino Rossini, condusse i suoi primi studi presso il Conservatorio di Venezia. Ha realizzato un notevole numero di opere liriche e alcune composizioni sinfoniche, arie da camera e pezzi sacri, composizioni che furono anche eseguite con successo sul territorio nazionale, in molti teatri e siti importanti.
È stato molto attivo presso il Teatro La Fenice di Venezia.
Ottenne numerose onorificenze e fu insegnante di musica e canto molto stimato.
Il figlio Luigi è stato pianista e direttore d'orchestra.

## Opere di Francesco Malipiero
- Giovanna prima Regina di Napoli - Dramma serio per musica in 3 Atti - Prima esecuzione presso il Teatro Nuovissimo di Padova - 26 dicembre 1841
- Ester d'Engaddi - inedita
- Attila (rinominata da Ricordi come Ildegonda di Borgogna) - Dramma serio per musica in 3 Atti - Prima esecuzione presso il Teatro Apollo di Venezia il 15 novembre 1845
- Alberigo da Romano - Dramma serio per musica in 3 Atti e 20 Scene - Prima esecuzione con successo presso il Teatro La Fenice di Venezia il 26 dicembre 1846
- Fernando Cortez - Melodramma serio in 3 Atti e 21 Scene - Prima esecuzione presso il Teatro La Fenice di Venezia il 18 febbraio 1851 con Teresa Brambilla, Raffaele Mirate e Felice Varesi
- Linda d'Isphahan - Melodramma fantastico in 5 Atti e 22 Scene - Prima esecuzione presso il Teatro La Fenice di Venezia il 1º aprile 1871 con Teresa Stolz ed Achille De Bassini

L'opera Attila fu rinominata da Ricordi come Ildegonda di Borgogna per evitare confusione con l'opera omonima di Giuseppe Verdi.

## Curiosità
Francesco Malipiero era il nonno del molto più noto compositore Gian Francesco Malipiero, nato a Venezia nel 1882.